# Knut Steen

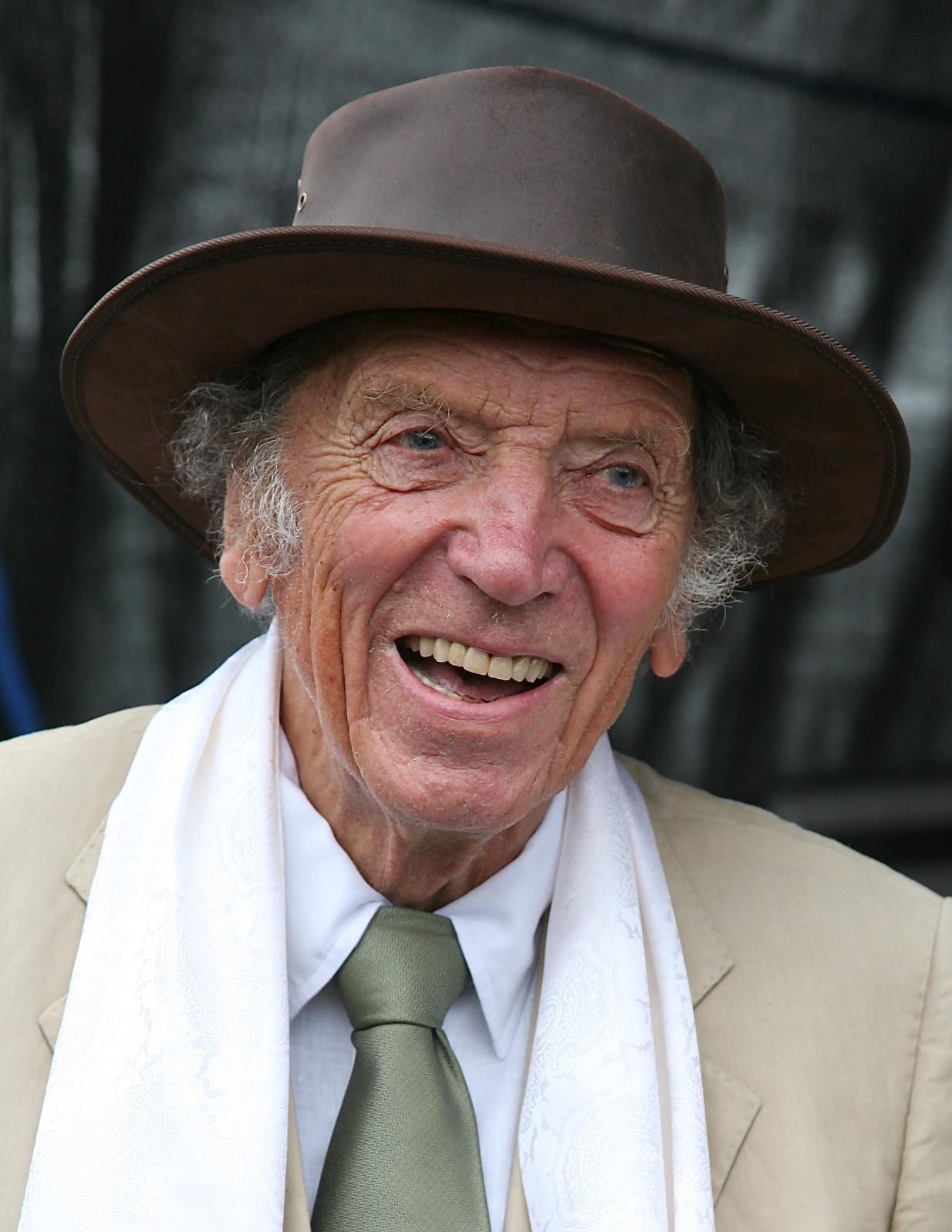
Knut Steen (2007)

Knut Johannes Steen (Oslo, 19 november 1924 – 22 september 2011) is een Noorse beeldhouwer, tekenaar en graficus.
Na zijn schooltijd werkte hij eerst een tijd als vuilnisman. Omdat vanwege tuberculose een van zijn longen niet meer functioneerde, werd hij afgekeurd voor militaire dienst en bracht hij de Tweede Wereldoorlog als portier van een ziekenhuis door.
Daarna begaf hij zich op het kunstzinnige vlak, waarbij hij zich vooral toelegde op het beeldhouwen van marmeren en bronzen modellen. Daarnaast was hij ook actief met het maken van tekeningen en grafische voorstellingen.
Steen schreef een autobiografie over zijn leven, getiteld From Garbage to Marble. Sinds 1976 woonde hij in Carrara in Italië.